# Grotte de Nka'a
La grotte de Nka'a (ou Grotte de Kaa) est une grotte, ainsi que l'un des douze lieux sacrés pour pratiques rituelles et de purification à Batié, ville de l'ouest Cameroun en pays Bamiléké. 
C'est également une cavité d'initiation à la spéléologie sportive.

## Géographie
La grotte de Nka'a se développe dans un chaos de granits créé à la faveur d’une faille de décompression. La grotte fait 168 m de conduits, ce qui en fait la plus longue grotte de l’Ouest et la 3e plus longue grotte du Cameroun. Le lieu se présente comme un îlot forestier au-dessus d’un chaos de blocs granitiques. Sous ce chaos, on entend une rivière souterraine couler, mais personne n’a jamais réussi à la voir. Un pont naturel permet de passer au-dessus de cette rivière. la rivière souterraine parcourt l’ensemble de la cavité, et il est par endroits nécessaire de se plonger dans l’eau jusqu’au cou pour poursuivre l’exploration. Au cours d’épisodes pluvieux importants, le niveau d’eau peut monter de plusieurs mètres, ce qui rend l’exploration de la grotte très dangereuse.

### Faune et flore
On trouve dans la grotte une faune souterraine diversifiée. Cette grotte est colonisée par des chauves-souris. On note en outre la présence de très nombreuses mygales de tailles jusqu'à près de 10 cm d’envergure.  On retrouve aussi : d'autres araignées, grillons, fourmis, chenilles, cloportes, papillons, moucherons, collemboles…

## Historique

### Spéléologie
La grotte de Nka'a est une cavité souterraine qui peut être visitée en spéléologie sportive. De nombreux passages dans la cavité sont étroits et nécessitent un engagement physique du fait notamment de la présence de passages étroits et d'autres à franchir en opposition. 
Elle est parcourue par une rivière souterraine et plusieurs espèces de faune sont présentes (cf. supra).
La grotte comporte deux entrées qui communiquent par un cheminement souterrain.
Avec un développement de 168 m, la grotte de NKa'a, à Batié, est la troisième plus longue grotte du Cameroun, derrière la grotte Gaskin (450 m) et la grotte de Mbilibekon (220 m), respectivement sur le Mont Cameroun (Buea) et à Nko’Etyé (à 20km d’Ebolowa),.
Une désescalade entre les blocs permet d’arriver à la rivière. En avançant dans l’eau qui peut atteindre 1,80 m de profondeur en saison des pluies, via une chatière aux parois qui glissent et en se faufilant dans le petit trou, on arrive à une petite salle. En cas de pluie, le passage siphonne et on peut se retrouver coincé. Les goulots sont boueux. Cette partie de la grotte n'a pas de suite, tous les départs étant borgnes.
Via un long et étroit espace (passage à plat ventre sur un rocher) entre deux rochers et qui, derrière, s’agrandit, la grotte continue vers l’aval et   donne dans une belle salle éclairée d'un puits de lumière. Au plafond de cette salle se trouvent plusieurs nurseries de jeunes chauves-souris. On peut ressortir par le puits de lumière vers l’extérieur et faire le tour.

## Légendes
Les natifs des lieux pensent que  'ce genre de lieu' sont des lieux compliqués. Ce qui veut dire des lieux où des esprits se retrouvent ; où il se passe "des choses" et sont à éviter à la tombée de la nuit.